# Vandal Hearts II
Vandal Hearts II (ヴァンダルハーツII 〜天上の門〜?, Vandaru Hātsu II 〜Tenjō no mon〜, lett. "Vandal Hearts II: Porta celeste") è un videogioco di ruolo alla giapponese tattico, pubblicato dalla Konami per PlayStation. Il videogioco è stato pubblicato l'8 luglio 1999 nel Giappone, 30 novembre 1999 in America del Nord e il 30 giugno 2000 in Europa. Si tratta del sequel di Vandal Hearts.